# Premier League (Malta)

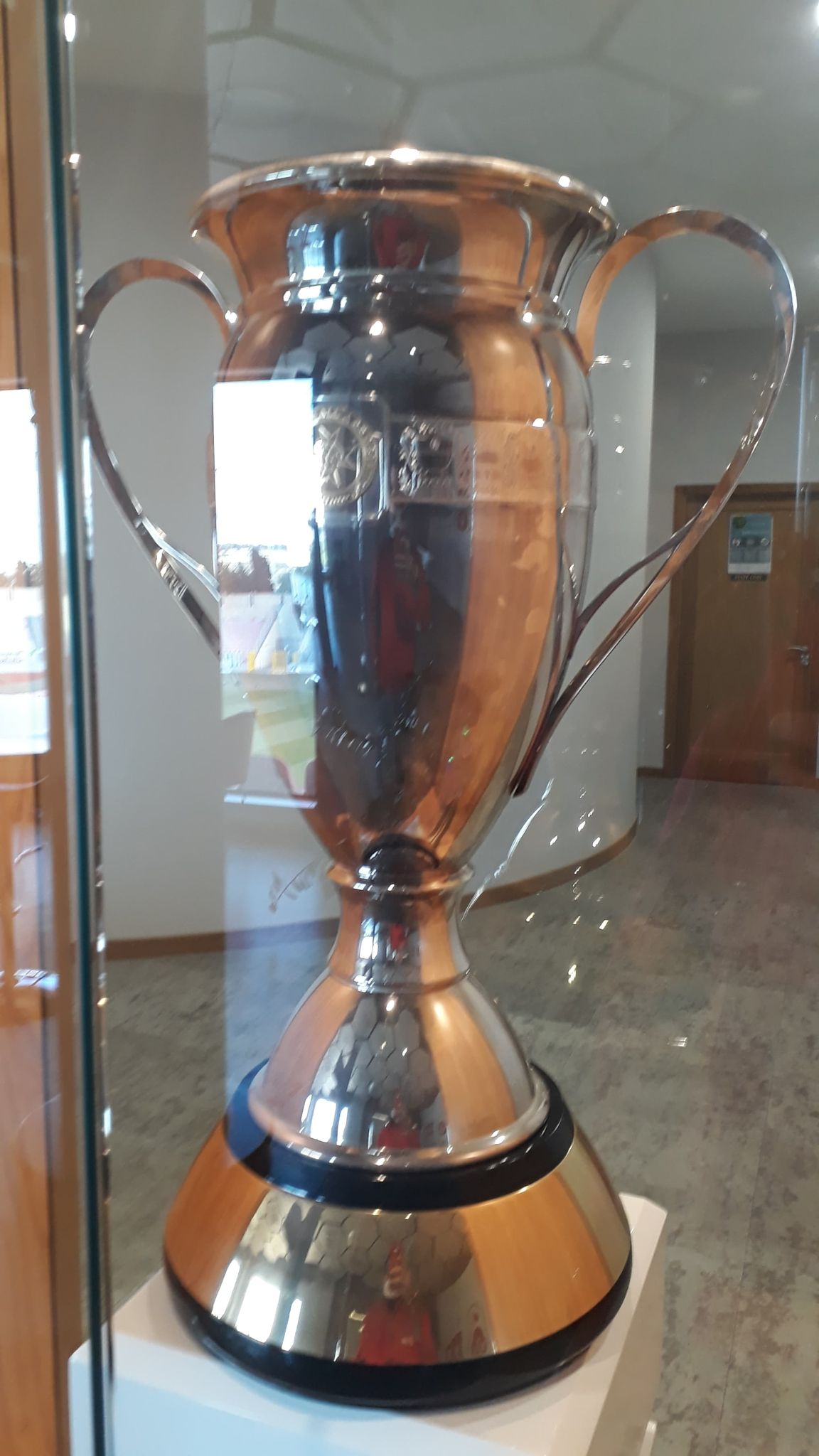
Il trofeo della Premier League Malti nel suo attuale design (dal 2018)

La Premier League Malti, nota anche come YoHealth Premier League per motivi di sponsorizzazione, è la massima divisione del campionato maltese di calcio, ed è composta da dodici squadre. È nota colloquialmente come Il-Kampjonat, Il-Lig o Il-Premjer. Disputata dal 1909, ha come squadre più titolate lo Sliema Wanderers e il Floriana, che insieme hanno vinto più di cinquanta titoli.
Le squadre maltesi non possono avere in rosa più di tre calciatori non aventi la cittadinanza di uno Stato membro dell'Unione europea.

## Storia
Il calcio arrivò a Malta a metà del XIX secolo grazie agli inglesi, visto che Malta era una colonia di questi ultimi. Nel XIX secolo le partite furono tutte amichevoli, con campi organizzati al momento, e calciatori non avevano nemmeno le calzature adatte. Il fischietto fu introdotto nel 1884.
Il primo campionato maltese fu giocato nel 1909-1910. Inizialmente prevista come una competizione ad eliminazione diretta, il formato del torneo è stato successivamente modificato in un girone all'italiana composto da 5 squadre. Il match decisivo per l'assegnazione del trofeo venne disputato il 24 aprile 1910 fra il Floriana e lo Sliema Wanderers, e vide la vittoria per 1-0 della prima compagine, che si assicurò così il primo titolo di campione di Malta. L'anno successivo il torneo non fu disputato. La seconda edizione venne dunque giocata nella stagione 1911-1912. Di nuovo, ad imporsi è stata la squadra del Floriana, che si ripeterà anche l'anno successivo, lasciando il secondo posto in entrambi gli anni agli Ħamrun Spartans.
Proprio gli Spartans interrompono il predominio dei bianco-verdi nella quarta edizione del torneo, nel 1914. Dopo una serie di campionati a ridosso e durante la prima guerra mondiale senza dei veri dominatori (un titolo vinto dal Valletta United prima dello scoppio del conflitto, successivamente una stagione non disputata per la guerra, poi le affermazioni di St. George's, Hamrun Spartans e KOMR), nella stagione 1919-1920 arriva il primo titolo per lo Sliema Wanderers. Insieme al Floriana formerà un duo pressoché imbattibile che egemonizzerà il torneo fino al 1940 (11 affermazioni per lo Sliema, 9 per il Floriana).
Alla fine della guerra, emerge un nuovo avversario, il Valletta, che riesce ad interrompere il predominio delle due storiche "grandi", conquistando 3 titoli in 4 anni. Dal 1949 un nuovo decennio di vittorie per il duo Sliema-Floriana (6 titoli, di cui 4 consecutivi, per il Floriana, 3 per i Wanderers).
L'inizio degli anni sessanta vede il proporsi di una nuova realtà, dalla città di Paola, gli Hibernians, che riescono a conquistare 3 titoli in quel decennio. Nel 1961-62 il Floriana riuscì ad aggiudicarsi il titolo vincendo tutti gli incontri, impresa a tutt'oggi ineguagliata. i bianco-verdi furono anche il primo club a raggiungere il traguardo dei 20 campionati vinti nel 1967-68. Il traguardo della seconda stella sarà poi raggiunto anche dallo Sliema Wanderers (1971-72) e più tardi dal Valletta (2010-11).
Tra il 1978 e il 1988, per undici stagioni, Sliema Wanderers e Floriana non arricchiscono la loro bacheca di titoli nazionali, che vanno ad appannaggio di Valletta (3 volte), Hibernians (3 volte), Ħamrun Spartans (3 volte), Rabat Ajax (2 volte).
La stagione 1992-93 vede la venticinquesima affermazione, a sedici anni di distanza dalla precedente, del Floriana, che nel 2005-06 sarà superato dagli Sliema Wanderers nel conto dei titoli vinti.
Con l'avvento del nuovo millennio si segnalano i titoli vinti da Birkirkara (il primo nel 1999-2000) e la sorprendente affermazione del Marsaxlokk nel 2006-07.
Gli anni 2010 hanno visto il netto predominio del Valletta, vincitore di 6 titoli sui 10 messi in palio nella decade. Le stagioni 2019-20 e 2020-21, interrotte e poi terminate anticipatamente a causa della pandemia di COVID-19 a Malta hanno visto l'attribuzione a tavolino del titolo rispettivamente al Floriana e agli Ħamrun Spartans, capoliste del torneo al momento della sua sospensione.

## Formula
La formula del campionato è cambiata diverse volte nel corso degli anni. Fino alla stagione 2015-16 il torneo era diviso in due fasi. Nella prima fase le dodici squadre si affrontavano in un girone di andata e ritorno, per un totale di ventidue giornate. Al termine, le prime sei accedevano alla poule scudetto, mentre le ultime sei prendevano parte alla poule retrocessione.
Le due poule erano organizzate con gironi di andata e ritorno, per un totale di dieci giornate, e alle squadre era attribuito un numero di punti pari alla metà di quelli ottenuti nella prima fase (il numero veniva arrotondato per difetto, se avevano ottenuto un punteggio dispari). Alla squadra vincitrice della poule scudetto era attribuito il titolo di campione di Malta, mentre le ultime due classificate della poule retrocessione erano retrocesse in prima divisione.
A partire dalla stagione 2016-17 il campionato maltese si è riorganizzato in una sola fase, che prevede la disputa di 33 partite complessive per ogni squadra (secondo una formula andata-ritorno-andata.
Tale formula è però durata lo spazio di una sola annata: dal 2017-18 infatti, complice anche l'allargamento delle squadre partecipanti alla prima serie da 12 a 14, la formula del torneo si è semplificata, prevedendo un solo girone di andata ed uno di ritorno per un totale di 26 partite per singola squadra complessive. Il blocco delle retrocessioni imposto dalla Pandemia di COVID-19 del 2020 a Malta al termine della stagione 2019-20 ha imposto per la stagione 2020-21 l'adozione di una inedita formula a 16 squadre, con 4 retrocessioni dirette in First Division previste per le ultime 4 squadre ed uno spareggio promozione-retrocessione, nel quale la dodicesima classificata in Premier League sfida la terza classificata della First Division per un posto nella Premier League dell'anno successivo. Dalla stagione 2022-23 il campionato è tornato come previsto al formato a 14 squadre, con singolo girone all'italiana. Dal 2024-25 il campionato è tornato alla formula a 12 squadre.
La squadra campione di Malta è ammessa al primo turno di qualificazione della UEFA Champions League, mentre alla seconda e alla terza classificata viene riservato l'accesso al primo turno di qualificazione della UEFA Europa Conference League. La squadra vincitrice della Coppa di Malta viene parimenti ammessa al primo turno preliminare della UEFA Europa Conference League (a meno che non abbia raggiunto la qualificazione tramite una delle predette posizioni in campionato; in tal caso il suo posto viene attribuito alla quarta classificata).

## Le squadre
Sono 50 le squadre ad aver preso parte ai 110 campionati di Premier League Malti dal 1909-1910 al 2025-2026 (in grassetto):
- 108 volte:  Sliema Wanderers
- 102 volte:  Valletta
- 101 volte:  Floriana
- 87 volte:  Ħamrun Spartans
- 86 volte:  Hibernians
- 61 volte:  Birkirkara
- 45 volte:  St. George's
- 28 volte:  Rabat Ajax
- 22 volte:  Marsa
- 21 volte:  Msida Saint-Joseph,  Naxxar Lions
- 19 volte:  Gżira Utd,  Mosta
- 17 volte:  Tarxien Rainbows
- 16 volte:  Pietà Hotspurs,  Qormi,  Żurrieq
- 15 volte:  Balzan
- 13 volte:  Marsaxlokk
- 12 volte:  Vittoriosa Stars
- 11 volte:  Sliema Rangers,  Żabbar St. Patrick,  Żebbuġ Rangers
- 10 volte:  Melita
- 9 volte:  Senglea Athletic
- 7 volte:  St. Andrews
- 5 volte:  Cottonera,  Gudja Utd,  Lija Athletic,  Mqabba,  St. Lucia,  Sirens
- 3 volte:  Luqa St. Andrew's,  Paola United,  Valletta Rovers
- 2 volte:  Pembroke Athleta,  St. Joseph's United,  Xghajra Tornadoes
- 1 volta:  Army Service Corps,  Boys Empire League,  Curmi United,  Dingli Swallows,  Dockyard Police,  Ghaxaq,  Gozo,  King's Own Malta Regiment,  Malta Police,  Malta University,  Mellieħa,  Żejtun Corinthians

## Albo d'oro
| Stagione  | Vincitore                     | Secondo Posto     | Terzo posto         | Capocannoniere                                                                                   |
| 1909-1910 | Floriana (1)                  | Sliema Wanderers  | St. Joseph's United |                                                                                                  |
| 1910-1911 | non disputato                 | non disputato     | non disputato       | non disputato                                                                                    |
| 1911-1912 | Floriana (2)                  | Ħamrun Spartans   | St. George's        |                                                                                                  |
| 1912-1913 | Floriana (3)                  | Ħamrun Spartans   | Sliema Wanderers    |                                                                                                  |
| 1913-1914 | Ħamrun Spartans (1)           | St. George's      | Valletta            |                                                                                                  |
| 1914-1915 | Valletta (1)                  | Ħamrun Spartans   | Sliema Wanderers    |                                                                                                  |
| 1915-1916 | non disputato                 | non disputato     | non disputato       | non disputato                                                                                    |
| 1916-1917 | St. George's (1)              | Sliema Wanderers  | Ħamrun Spartans     |                                                                                                  |
| 1917-1918 | Ħamrun Spartans (2)           | St. George's      | Sliema Wanderers    |                                                                                                  |
| 1918-1919 | King's Own Malta Regiment (1) | Ħamrun Spartans   | Army Service Corps  |                                                                                                  |
| 1919-1920 | Sliema Wanderers (1)          | Ħamrun Spartans   | Valletta            |                                                                                                  |
| 1920-1921 | Floriana (4)                  | Marsa             | Ħamrun Spartans     |                                                                                                  |
| 1921-1922 | Floriana (5)                  | Sliema Wanderers  | Malta Police        |                                                                                                  |
| 1922-1923 | Sliema Wanderers (2)          | Floriana          | Sliema Rangers      |                                                                                                  |
| 1923-1924 | Sliema Wanderers (3)          | Vittoriosa Rovers | Valletta            |                                                                                                  |
| 1924-1925 | Floriana (6)                  | Sliema Wanderers  | Valletta            |                                                                                                  |
| 1925-1926 | Sliema Wanderers (4)          | Floriana          | Valletta            |                                                                                                  |
| 1926-1927 | Floriana (7)                  | Sliema Wanderers  | St. George's        |                                                                                                  |
| 1927-1928 | Floriana (8)                  | Valletta          | St. George's        |                                                                                                  |
| 1928-1929 | Floriana (9)                  | Sliema Wanderers  | Valletta            |                                                                                                  |
| 1929-1930 | Sliema Wanderers (5)          | St. George's      | Valletta            |                                                                                                  |
| 1930-1931 | Floriana (10)                 | Sliema Wanderers  | Valletta            |                                                                                                  |
| 1931-1932 | Valletta (2)                  | Sliema Wanderers  | Sliema Hotspurs     |                                                                                                  |
| 1932-1933 | Sliema Wanderers (6)          | Hibernians        | Sliema Rangers      |                                                                                                  |
| 1933-1934 | Sliema Wanderers (7)          | Hibernians        | //                  |                                                                                                  |
| 1934-1935 | Floriana (11)                 | Sliema Wanderers  | Hibernians          |                                                                                                  |
| 1935-1936 | Sliema Wanderers (8)          | Floriana          | Hibernians          |                                                                                                  |
| 1936-1937 | Floriana (12)                 | Hibernians        | Sliema Wanderers    |                                                                                                  |
| 1937-1938 | Sliema Wanderers (9)          | Floriana          | Valletta            |                                                                                                  |
| 1938-1939 | Sliema Wanderers (10)         | Melita            | St. George's        |                                                                                                  |
| 1939-1940 | Sliema Wanderers (11)         | St. George's      | Melita              |                                                                                                  |
| 1941-1943 | non disputati                 | non disputati     | non disputati       | non disputati                                                                                    |
| 1944-1945 | Valletta (3)                  | Sliema Athletics  | Floriana            |                                                                                                  |
| 1945-1946 | Valletta (4)                  | Sliema Wanderers  | Floriana            |                                                                                                  |
| 1946-1947 | Ħamrun Spartans (3)           | Valletta          | Floriana            |                                                                                                  |
| 1947-1948 | Valletta (5)                  | Ħamrun Spartans   | Sliema Wanderers    |                                                                                                  |
| 1948-1949 | Sliema Wanderers (12)         | Ħamrun Spartans   | Valletta            |                                                                                                  |
| 1949-1950 | Floriana (13)                 | Ħamrun Spartans   | Sliema Wanderers    |                                                                                                  |
| 1950-1951 | Floriana (14)                 | Hibernians        | Valletta            |                                                                                                  |
| 1951-1952 | Floriana (15)                 | Ħamrun Spartans   | Sliema Wanderers    |                                                                                                  |
| 1952-1953 | Floriana (16)                 | Birkirkara        | Valletta            |                                                                                                  |
| 1953-1954 | Sliema Wanderers (13)         | Floriana          | Ħamrun Spartans     |                                                                                                  |
| 1954-1955 | Floriana (17)                 | Sliema Wanderers  | Ħamrun Spartans     |                                                                                                  |
| 1955-1956 | Sliema Wanderers (14)         | Floriana          | Ħamrun Spartans     |                                                                                                  |
| 1956-1957 | Sliema Wanderers (15)         | Valletta          | Floriana            |                                                                                                  |
| 1957-1958 | Floriana (18)                 | Sliema Wanderers  | Ħamrun Spartans     |                                                                                                  |
| 1958-1959 | Valletta (6)                  | Sliema Wanderers  | Ħamrun Spartans     |                                                                                                  |
| 1959-1960 | Valletta (7)                  | Hibernians        | Floriana            |                                                                                                  |
| 1960-1961 | Hibernians (1)                | Valletta          | Sliema Wanderers    |                                                                                                  |
| 1961-1962 | Floriana (19)                 | Valletta          | Sliema Wanderers    |                                                                                                  |
| 1962-1963 | Valletta (8)                  | Hibernians        | Sliema Wanderers    |                                                                                                  |
| 1963-1964 | Sliema Wanderers (16)         | Valletta          | Hibernians          |                                                                                                  |
| 1964-1965 | Sliema Wanderers (17)         | Valletta          | Hibernians          |                                                                                                  |
| 1965-1966 | Sliema Wanderers (18)         | Floriana          | Hibernians          |                                                                                                  |
| 1966-1967 | Hibernians (2)                | Sliema Wanderers  | Floriana            |                                                                                                  |
| 1967-1968 | Floriana (20)                 | Sliema Wanderers  | Hibernians          |                                                                                                  |
| 1968-1969 | Hibernians (3)                | Floriana          | Valletta            |                                                                                                  |
| 1969-1970 | Floriana (21)                 | Sliema Wanderers  | Hibernians          |                                                                                                  |
| 1970-1971 | Sliema Wanderers (19)         | Marsa             | Gżira Utd           |                                                                                                  |
| 1971-1972 | Sliema Wanderers (20)         | Floriana          | Valletta            |                                                                                                  |
| 1972-1973 | Floriana (22)                 | Sliema Wanderers  | Ħamrun Spartans     |                                                                                                  |
| 1973-1974 | Valletta (9)                  | Hibernians        | Floriana            |                                                                                                  |
| 1974-1975 | Floriana (23)                 | Sliema Wanderers  | St. George's        |                                                                                                  |
| 1975-1976 | Sliema Wanderers (21)         | Floriana          | Hibernians          |                                                                                                  |
| 1976-1977 | Floriana (24)                 | Sliema Wanderers  | Valletta            |                                                                                                  |
| 1977-1978 | Valletta (10)                 | Hibernians        | Sliema Wanderers    |                                                                                                  |
| 1978-1979 | Hibernians (4)                | Valletta          | Sliema Wanderers    |                                                                                                  |
| 1979-1980 | Valletta (11)                 | Sliema Wanderers  | Floriana            | Leli Fabri (Sliema) (15) Leonard Farrugia (Valletta) (15) F. Cristiano (Valletta) (15)           |
| 1980-1981 | Hibernians (5)                | Sliema Wanderers  | Ħamrun Spartans     | Ernest Spiteri Gonzi (Hibs) (13)                                                                 |
| 1981-1982 | Hibernians (6)                | Sliema Wanderers  | Żurrieq             | Ernest Spiteri Gonzi (Hibs) (12)                                                                 |
| 1982-1983 | Ħamrun Spartans (4)           | Valletta          | Rabat Ajax          | Leo Refalo (Hamrun S.) (7)                                                                       |
| 1983-1984 | Valletta (12)                 | Rabat Ajax        | Ħamrun Spartans     | Georgi Ivanov (Hamrun S.) (7) Charles Muscat (Zurrieq) (7)                                       |
| 1984-1985 | Rabat Ajax (1)                | Ħamrun Spartans   | Sliema Wanderers    | Leonard Farrugia (Valletta) (9)                                                                  |
| 1985-1986 | Rabat Ajax (2)                | Hibernians        | Ħamrun Spartans     | Gianluca De Ponti (Zurrieq) (8)                                                                  |
| 1986-1987 | Ħamrun Spartans (5)           | Valletta          | Żurrieq             | Carmel Busuttil (Rabat Ajax) (10)                                                                |
| 1987-1988 | Ħamrun Spartans (6)           | Sliema Wanderers  | Żurrieq             | Barry Gallagher (Hamrun S.) (7)                                                                  |
| 1988-1989 | Sliema Wanderers (22)         | Valletta          | Ħamrun Spartans     | Joe Zarb (Valletta) (11)                                                                         |
| 1989-1990 | Valletta (13)                 | Sliema Wanderers  | Hibernians          | Joe Zarb (Valletta) (17)                                                                         |
| 1990-1991 | Ħamrun Spartans (7)           | Valletta          | Floriana            | Joe Zarb (Valletta) (12)                                                                         |
| 1991-1992 | Valletta (14)                 | Floriana          | Sliema Wanderers    | Stefan Sultana (Hamrun S.) (22)                                                                  |
| 1992-1993 | Floriana (25)                 | Ħamrun Spartans   | Valletta            | Carl Zachhau (Hibs) (22)                                                                         |
| 1993-1994 | Hibernians (7)                | Floriana          | Valletta            | Carl Zachhau (Hibs) (17) Joe Zarb (Valletta) (17)                                                |
| 1994-1995 | Hibernians (8)                | Sliema Wanderers  | Valletta            | Carl Saunders (Sliema W.) (18)                                                                   |
| 1995-1996 | Sliema Wanderers (23)         | Valletta          | Floriana            | Aldrin Muscat (Sliema W.) (18)                                                                   |
| 1996-1997 | Valletta (15)                 | Birkirkara        | Floriana            | Danilo Dončić (Valletta) (32)                                                                    |
| 1997-1998 | Valletta (16)                 | Birkirkara        | Sliema Wanderers    | Joe Brincat (Birkirkara, Floriana) (19)                                                          |
| 1998-1999 | Valletta (17)                 | Birkirkara        | Sliema Wanderers    | Gilbert Agius (Valletta) (20)                                                                    |
| 1999-2000 | Birkirkara (1)                | Sliema Wanderers  | Valletta            | Michael Mifsud (Sliema W.) (21)                                                                  |
| 2000-2001 | Valletta (18)                 | Sliema Wanderers  | Birkirkara          | Michael Mifsud (Sliema W.) (30)                                                                  |
| 2001-2002 | Hibernians (9)                | Sliema Wanderers  | Birkirkara          | Danilo Dončić (Sliema W.) (32)                                                                   |
| 2002-2003 | Sliema Wanderers (24)         | Birkirkara        | Valletta            | Adrian Mifsud (Hibs) (18) Danilo Dončić (Sliema W.) (18) Michael Galea (Birkirkara) (18)         |
| 2003-2004 | Sliema Wanderers (25)         | Birkirkara        | Hibernians          | Danilo Dončić (Sliema W.) (19)                                                                   |
| 2004-2005 | Sliema Wanderers (26)         | Birkirkara        | Hibernians          | Andrew Cohen (Hibs) (21)                                                                         |
| 2005-2006 | Birkirkara (2)                | Sliema Wanderers  | Hibernians          | Michael Galea (Birkirkara) (19)                                                                  |
| 2006-2007 | Marsaxlokk (1)                | Sliema Wanderers  | Birkirkara          | Daniel Bogdanović (Marsaxlokk) (31)                                                              |
| 2007-2008 | Valletta (19)                 | Marsaxlokk        | Birkirkara          | Omar Sebastián Monesterolo (Valletta) (19)                                                       |
| 2008-2009 | Hibernians (10)               | Valletta          | Birkirkara          | Terence Scerri (Hibs) (26)                                                                       |
| 2009-2010 | Birkirkara (3)                | Valletta          | Sliema Wanderers    | Camilo da Silva Sanvezzo (Qormi) (24)                                                            |
| 2010-2011 | Valletta (20)                 | Floriana          | Birkirkara          | Alfred Effiong (Marsaxlokk) (17)                                                                 |
| 2011-2012 | Valletta (21)                 | Hibernians        | Birkirkara          | Obinna Obiefule (Marsaxlokk / Mosta) (34)                                                        |
| 2012-2013 | Birkirkara (4)                | Hibernians        | Valletta            | José Negrin (Rabat Ajax / Melita) (22)                                                           |
| 2013-2014 | Valletta (22)                 | Birkirkara        | Hibernians          | Tarabai (Hibernians) (21) Jhonnattann (Birkirkara) (21) Stanley Ohawuchi (Sliema Wanderers) (21) |
| 2014-2015 | Hibernians (11)               | Valletta          | Birkirkara          | Jorginho (Hibernians) (25)                                                                       |
| 2015-2016 | Valletta (23)                 | Hibernians        | Birkirkara          | Mario Fontanella (Floriana) (20)                                                                 |
| 2016-2017 | Hibernians (12)               | Balzan            | Birkirkara          | Bojan Kaljević (Balzan) (23)                                                                     |
| 2017-2018 | Valletta (24)                 | Balzan            | Gżira Utd           | Amadou Samb (Gżira United) (21)                                                                  |
| 2018-2019 | Valletta (25)                 | Hibernians        | Gżira Utd           | Taylon (Hibernians) (18)                                                                         |
| 2019-2020 | Floriana (26)                 | Valletta          | Hibernians          | Kristian Keqi (Floriana) (14)                                                                    |
| 2020-2021 | Ħamrun Spartans (8)           | Hibernians        | Gżira Utd           | Kevin Rosero (St. Lucia) (15)                                                                    |
| 2021-2022 | Hibernians (13)               | Floriana          | Ħamrun Spartans     | Maxuell (Gzira United) (17)                                                                      |
| 2022-2023 | Ħamrun Spartans (9)           | Birkirkara        | Gżira Utd           | Jefferson (Gzira United) (20)                                                                    |
| 2023-2024 | Ħamrun Spartans (10)          | Floriana          | Sliema Wanderers    | Luke Montebello (Hamrun Spartans) (21)                                                           |
| 2024-2025 | Ħamrun Spartans (11)          | Birkirkara        | Floriana            |                                                                                                  |

## Vittorie per squadra
| Club                      | Vittorie | Secondi posti | Stagioni |
| ------------------------- | -------- | ------------- | --- |
| Sliema Wanderers          | 26       | 31            | 1920, 1923, 1924, 1926, 1930, 1933, 1934, 1936, 1938, 1939, 1940, 1949, 1954, 1956, 1957, 1964, 1965, 1966, 1971, 1972, 1976, 1989, 1996, 2003, 2004, 2005 |
| Floriana                  | 26       | 15            | 1910, 1912, 1913, 1921, 1922, 1925, 1927, 1928, 1929, 1931, 1935, 1937, 1950, 1951, 1952, 1953, 1955, 1958, 1962, 1968, 1970, 1973, 1975, 1977, 1993, 2020 |
| Valletta                  | 25       | 17            | 1915, 1932, 1945, 1946, 1948, 1959, 1960, 1963, 1974, 1978, 1980, 1984, 1990, 1992, 1997, 1998, 1999, 2001, 2008, 2011, 2012, 2014, 2016, 2018, 2019       |
| Hibernians                | 13       | 14            | 1961, 1967, 1969, 1979, 1981, 1982, 1994, 1995, 2002, 2009, 2015, 2017, 2022                                                                               |
| Ħamrun Spartans           | 11       | 11            | 1914, 1918, 1947, 1983, 1987, 1988, 1991, 2021, 2023, 2024, 2025                                                                                           |
| Birkirkara                | 4        | 9             | 2000, 2006, 2010, 2013 |
| Rabat Ajax                | 2        | 1             | 1985, 1986 |
| St. George's              | 1        | 4             | 1917 |
| Marsaxlokk                | 1        | 1             | 2007 |
| King's Own Malta Regiment | 1        | -             | 1919 |
| Marsa                     | -        | 2             | --- |
| Balzan                    | -        | 2             | --- |
| Vittoriosa Stars          | -        | 1             | --- |
| Melita                    | -        | 1             | --- |

1. ↑  Squadra scomparsa.